# Coup de coude circulaire
Le coup de coude circulaire est une technique de coude très usuelle appelée en anglais « spin elbow strike ». Les variantes de cette technique se portent dans des plans descendant ou remontant, en anglais « semicircular elbow strike ». 

Une des spécialités de la boxe birmane (lethwei) : l’enchaînement de coups « en cascade » d’un bras puis de l’autre et la combinaison avec des coups de poing qui précède le coup de coude ou le suit. Ex. : Phase 1, coup de poing crocheté suivi d’un coup de coude circulaire, phase 2, retour dans le sens inverse en coup de coude en revers suivi d’un coup de poing dit « en marteau ».

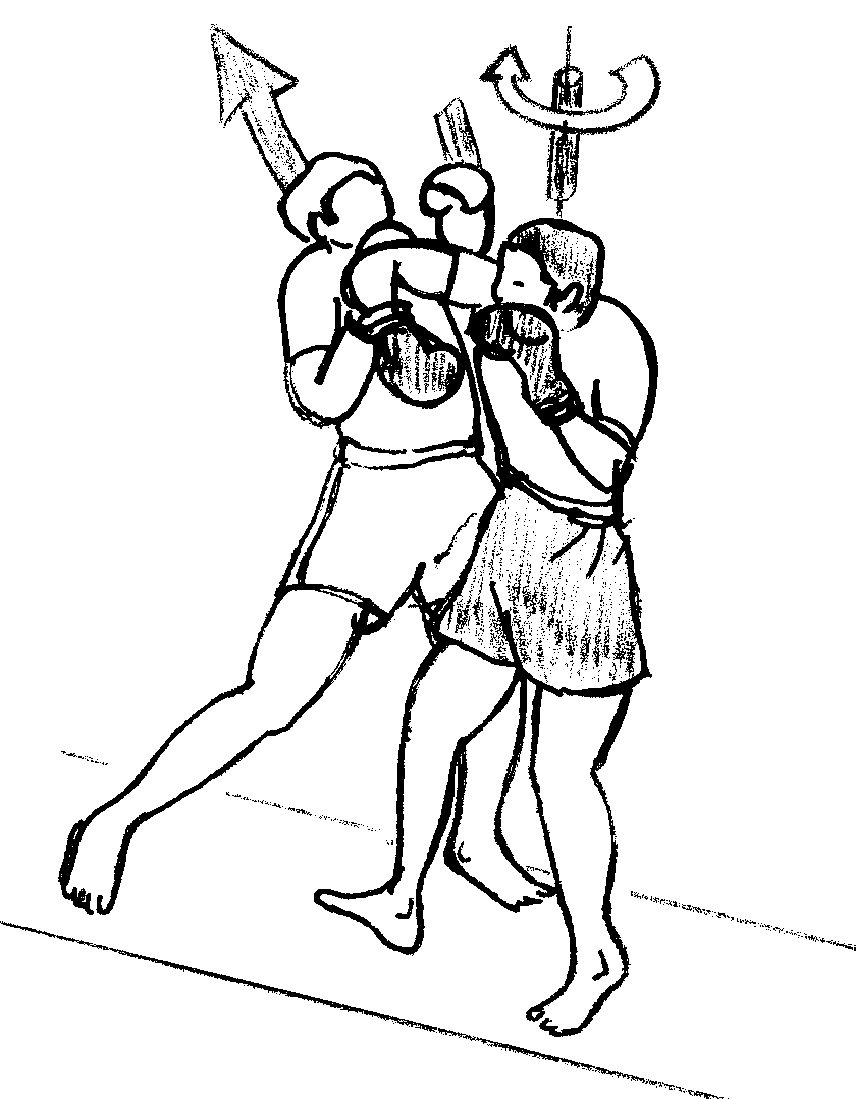
Attaque circulaire (Spin-elbow strike)
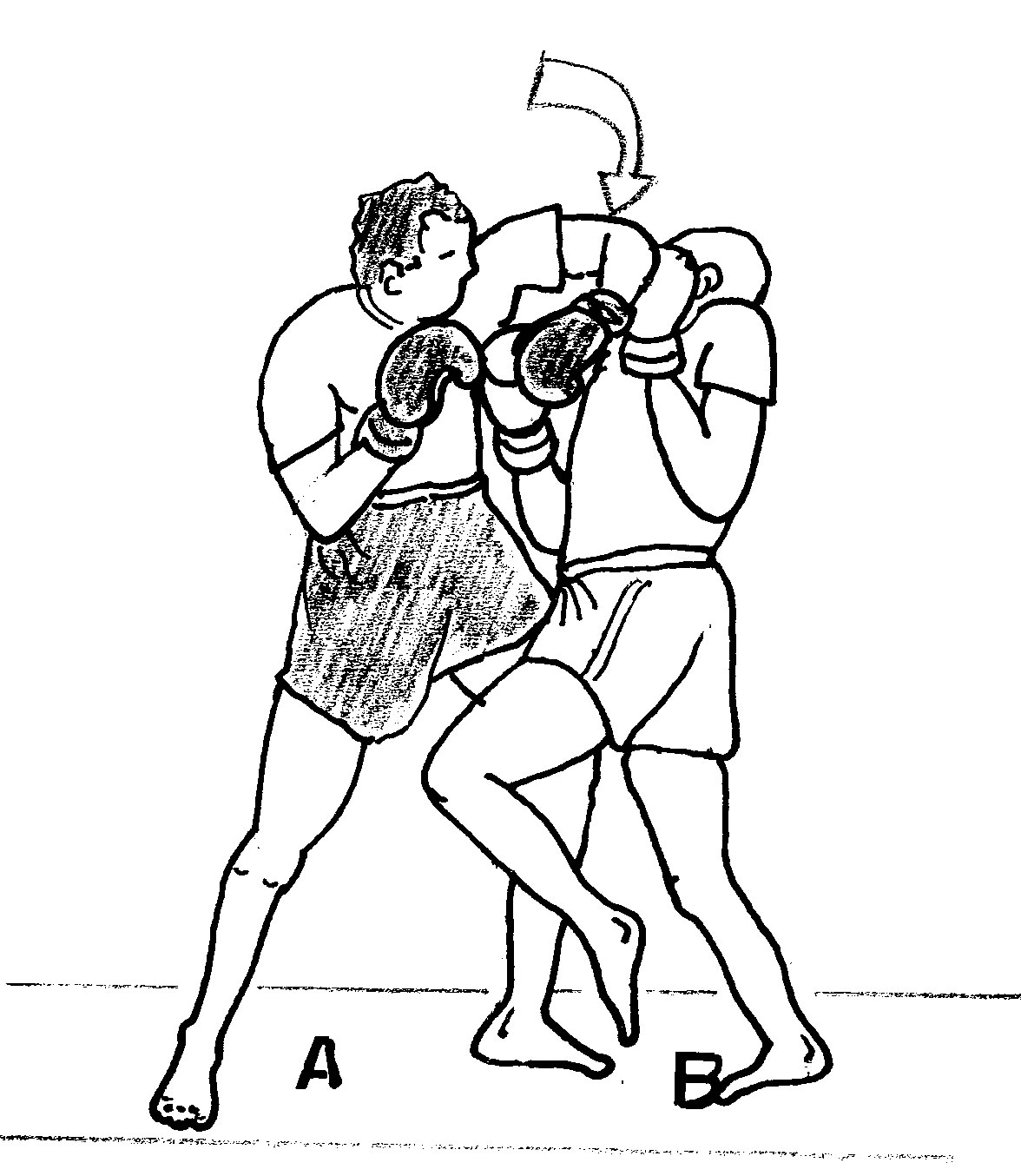
Attaque semi-circulaire descendante (Semi-circular-elbow strike)

## Sources
- Alain Delmas, Dictionnaire encyclopédique de la boxe et des autres boxes, Ligue de Picardie, 1981